# Trépied de Giberville
Vous lisez un « bon article » labellisé en 2024.
Le trépied de Giberville est un artefact archéologique gallo-romain découvert de manière fortuite sur le territoire de la commune de Giberville, dans l'actuel département du Calvados, région Normandie, en France, au XIXe siècle.
Propriété de la société des antiquaires de Normandie à la suite d'un achat par Gervais de La Rue, il est déposé au musée des antiquaires de Normandie. Après des décennies d'incertitude quant au devenir de cette institution fortement endommagée par la bataille de Caen de 1944, l’œuvre est transférée au musée de Normandie à partir des années 1980. En 2024, il est conservé au musée archéologique de Vieux-la-Romaine.
Le trépied est un ouvrage très raffiné qui détonne avec l'absence de cité importante sur les lieux. Les connaissances archéologiques ont toutefois permis à la fin du XXe et au début du XXIe siècle de préciser l'occupation antique du site, même si l'usage de l'objet reste encore mystérieux.

## Localisation
Giberville, commune située au nord-est de Caen, est située à 2,5 km de l'Orne et de son affluent la Gronde. Le site, même s'il est peu précis vu l'ancienneté de la découverte, est sans doute à proximité immédiate de la Gronde. Le secteur est dans l'Antiquité une vallée sèche. Le site est localisé à une courte distance de la voie romaine reliant Vieux à Bréville-les-Monts.

## Histoire et découverte

### Histoire

Carte des cités et capitales à l'époque du Haut-Empire romain dans l'actuelle Normandie.

Localisation de Giberville sur le territoire de l'actuel département du Calvados.

La région entre Orne et Dives est très anciennement et densément occupée depuis longtemps. Deux zones d'habitat préromain sont identifiées sur le territoire de la commune actuelle, dont une ferme laténienne.
Le site, qui appartient durant l'Empire romain au territoire de la cité des Viducasses selon Élisabeth Deniaux (mais à celui des Esuviens selon Gaël Léon) est occupé du Haut Empire à l'époque moderne. Le maillage urbain antique est assez lâche, comparable à celui de la capitale de ce peuple.
À peu de distance du site où a été trouvé le trépied, des vestiges du Bas-Empire et du haut Moyen Âge sont fouillés en 1990. Les murs sont construits en solin et en torchis. Ce territoire est occupé par un vicus. Gaël Léon évoque en 2022 un « habitat rural » peut-être groupé, occupé entre 100 et 275. Le même signale que les vestiges peuvent appartenir au « quartier d'une petite agglomération plus grande ».
À 1,1 km de la ferme laténienne, est découvert un bâtiment qui mesurait 15 m sur 2,50 m et comporte sept pièces ne communiquant pas les unes avec les autres. Elles sont pourvues de dalles en pierre de Caen et couvertes d'imbrices. Les murs sont observés sur une hauteur de 0,80 m à 1 m. Selon Gervais de La Rue, du fait de la proximité de la rivière, la Gronde étant située « au pied du bâtiment », ce sont des vestiges industriels, peut-être des cuves de tannerie,,.
À proximité, des monnaies romaines sont découvertes : une d'Antonin, une d'Hadrien, une Crispine, un Septime Sévère et une représentant Postume.

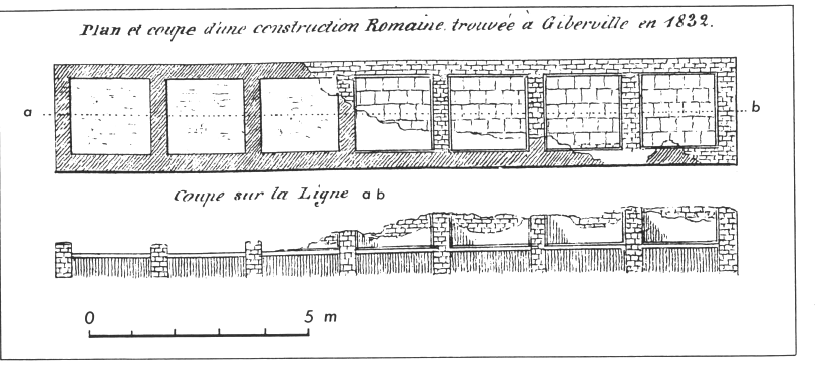
Monument romain de Giberville, trouvé en 1832 et dessiné par Amédée Léchaudé d'Anisy.

Un habitat des IIe et IIIe siècles aux ruines « fortement arasées » est mis en évidence par des fouilles réalisées au début du XXIe siècle sur le coteau au lieu-dit la « Delle de Derrière l’Église ». Un édifice muni d'un atrium est reconnu, et l'habitat se prolonge vers la zone fouillée au XIXe siècle. Des puits font également l'objet d'investigations. L'étude palynologique met en évidence un paysage de cultures céréalières, et des pépins de raisin et de pommes sont également rattachés à cette période d'occupation du site.
Le site est abandonné au IIIe siècle durant la période de crise que connaît l'Empire romain, mais est réoccupé par la suite, tant dans l'Antiquité tardive que durant le haut Moyen Âge. Le site de Giberville se développe surtout à l'époque mérovingienne comme en témoignent les nécropoles, et l'église Saint-Martin trouve ses origines à cette époque,.

### Historique de la découverte et des recherches effectuées sur le site

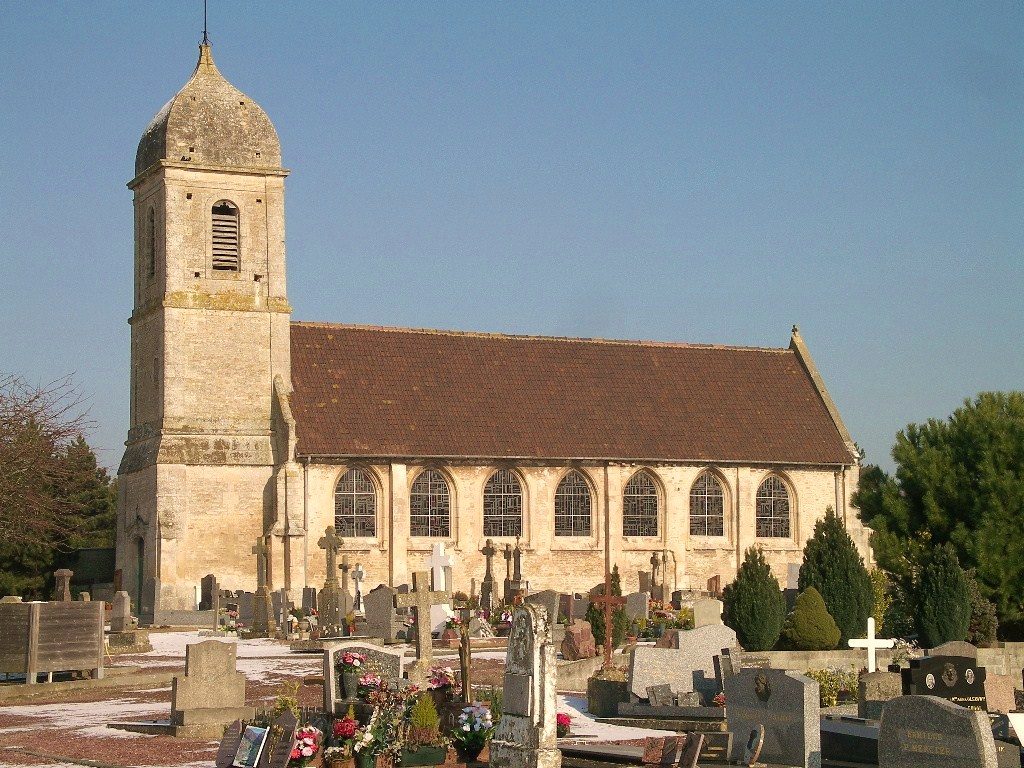
L'église Saint-Martin de Giberville avec le cimetière.

Le trépied est découvert en 1812 « dans un jardin situé en face de la fontaine publique » et « enfoui sous les décombres » même si la Statistique monumentale du Calvados évoque la découverte en 1829, dans des vestiges de constructions romaines non loin de l'église Saint-Martin de Giberville. Arcisse de Caumont, Amédée Léchaudé d'Anisy et Charles Gervais se rendent sur place. Gervais de La Rue évoque une découverte de sarcophages en 1829 et une découverte fortuite du trépied pendant l'été 1812, « à trois pieds de profondeur », par un propriétaire effectuant des travaux dans la cour de sa maison. Gervais de La Rue en fait l'acquisition pour la Société des antiquaires de Normandie.
Au bord de la Gronde sont signalés au même moment des vestiges d'un édifice daté des IIe et IIIe siècles. Des monnaies romaines sont trouvées non loin de ces vestiges.

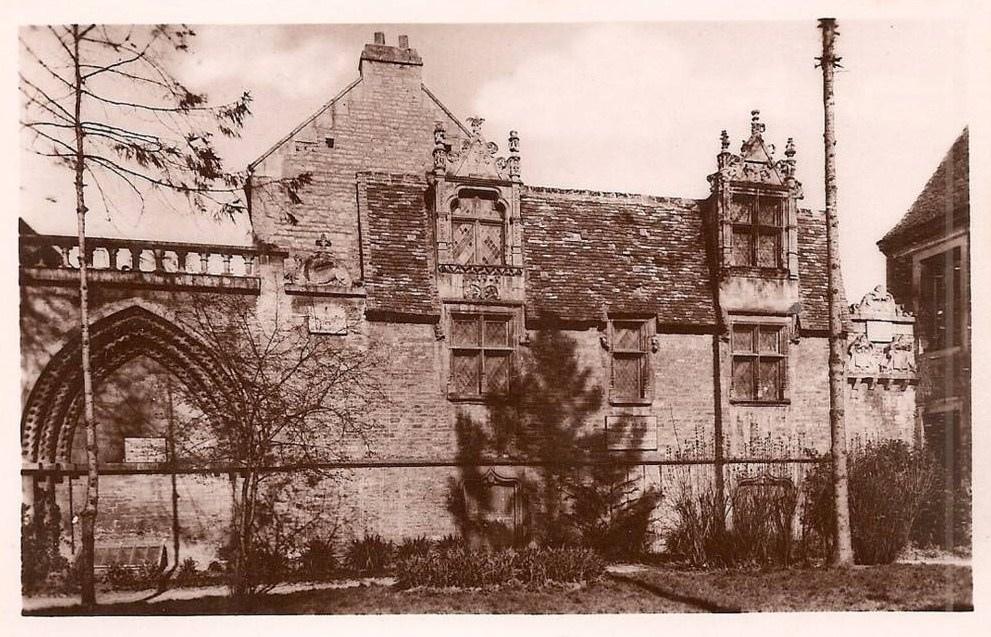
Photographie ancienne de la cour du musée des antiquaires de Normandie.

Le trépied est, après son acquisition, déposé au pavillon des sociétés savantes à Caen avant d'intégrer le musée des antiquaires de Normandie lors de la fondation de cette institution culturelle. Il fait l'objet de la notice no 242 du catalogue des collections du musée établi en 1864, qui en comporte 762. Il est installé au premier étage du musée, dans une salle dédiée au petit matériel archéologique et dénommée « salle du trépied ».

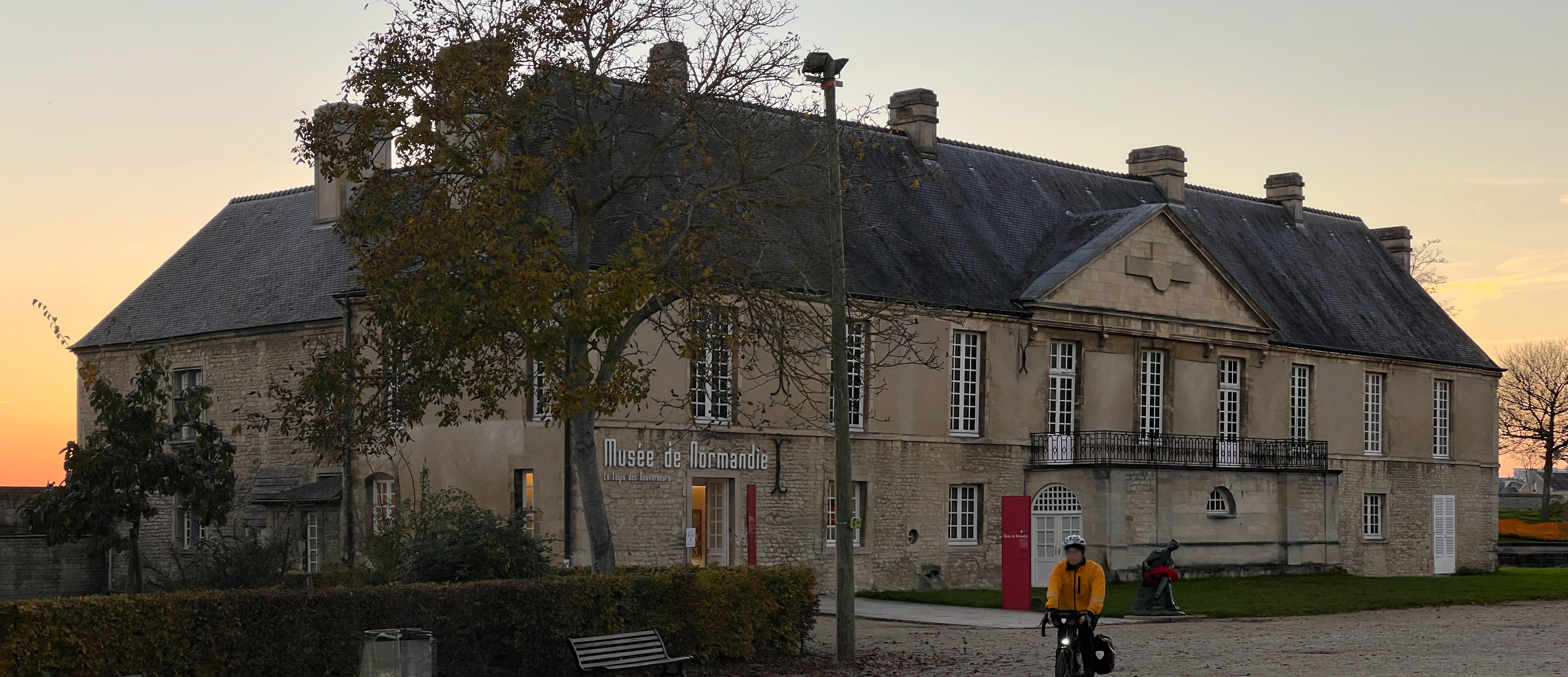
Logis des Gouverneurs, édifice qui abrite le musée de Normandie au sein du château de Caen.

Il est transféré au musée de Normandie depuis la constitution d'un département d'archéologie et la signature d'une convention entre la société savante et la ville de Caen le 12 septembre 1983. L'œuvre est depuis conservée sous numéro d'inventaire D.S.A.N. 83-759.
Le secteur du site archéologique est à nouveau fouillé en 1944 et 1962. Le coteau entre l'église et la Gronde fait l'objet de fouilles préalables à l'installation d'un lotissement en 2005. On sait que le trépied a été mis au jour sur cet espace.

## Description

### Description générale

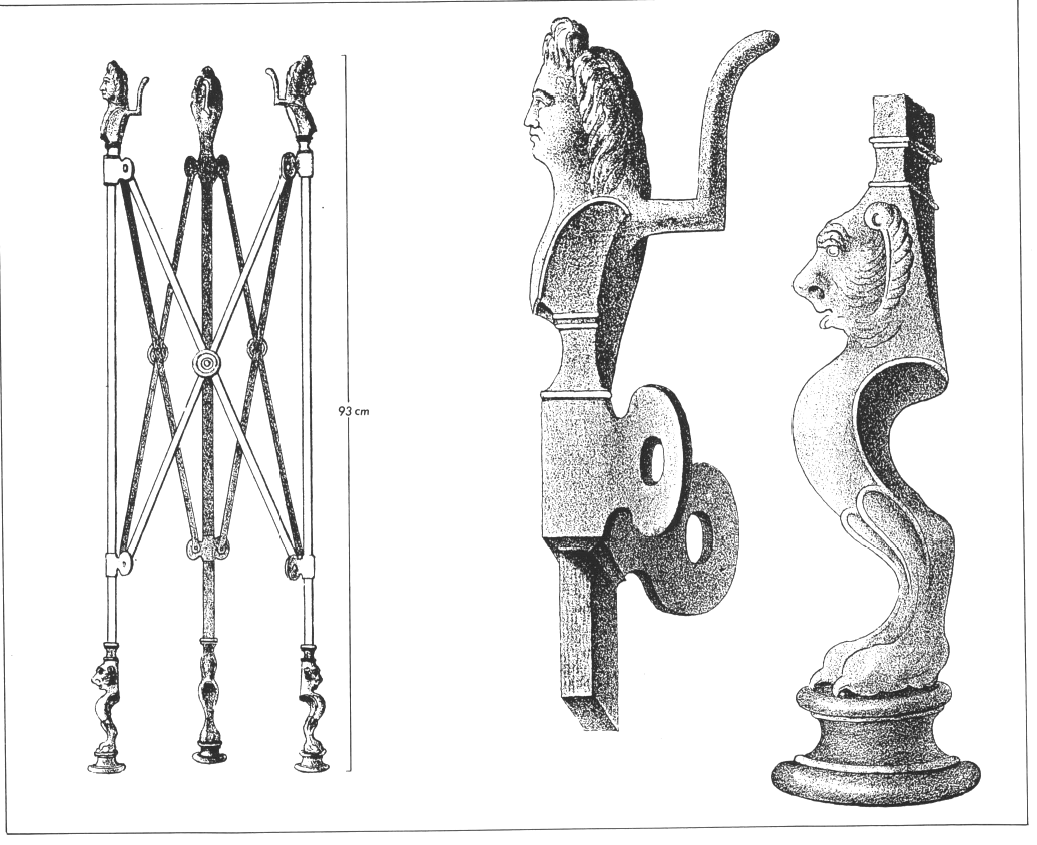
Gravure du trépied par Amédée Léchaudé d'Anisy.

Schéma du trépied.

L'artefact archéologique retrouvé est d'« une excellente facture ».
Le trépied mesure environ un mètre de hauteur, 0,93 m précisément. Le trépied peut se refermer et est portatif. Chacun des pieds est muni de croisillons formant plusieurs triangles isocèles.
Le trépied est pourvu d'un bassin qui est une reconstitution moderne avec toutes les réserves que celle-ci comporte. La gravure réalisée par Amédée Léchaudé d'Anisy permet de se rendre compte de l'apparence de l'objet avant l'ajout de la vasque.

### Description du décor de bronze
Chaque pied comporte dans sa partie supérieure un protomé humain avec « une chevelure épaisse », un buste de femme et se termine en partie basse par une patte et une tête de lion. Un crochet est présent derrière les têtes, destiné à « suspendre la cuvette » selon Charles Gervais.

## Interprétation historique

### Vestige rare de mobilier gallo-romain
Le mobilier d'époque romaine parvenu jusqu'à nous est très rare, même si l'archéologie donne des idées sur son apparence, avec des représentations sur vestiges lapidaires, des fresques ou même au hasard de conservations dans certains sites archéologiques dont les sites de la baie de Naples comme Pompéi ou Herculanum. Le mobilier est la plupart du temps en bois, et certains meubles comportaient des éléments métalliques. Les éléments métalliques ont la plupart du temps disparu, les matériaux ayant été récupérés.

### Fonction incertaine

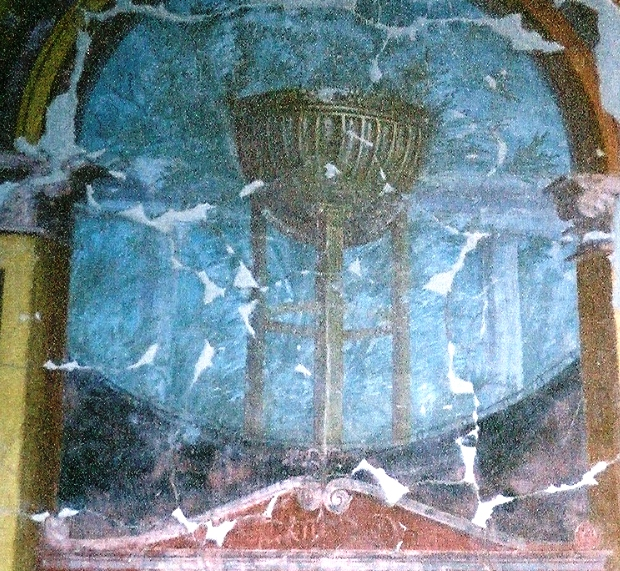
Trépied présent sur une fresque de la villa d'Oplontis.

Le type d'objet, comportant un récipient, est connu depuis la plus haute antiquité. L'usage du bronze est habituel, même si d'autres matériaux, cuivre, pierre, bois, etc. ont pu être observés.
Attribut de l'Apollon de Delphes, l'objet a pu avoir un usage courant ou votif. Les trépieds d'usage courant peuvent se situer au-dessus de flammes ou non : pour les premiers, il s'agit de chauffer un liquide ou de cuire de la viande, soit pour un usage profane, soit pour un usage en relation avec un rituel religieux. Pour les autres, il s'agit de recevoir des liquides destinés à des banquets ou alors à finalité religieuse quand les objets étaient déposés dans des temples.
Les trépieds peuvent également être utilisés dans les cérémonies funéraires ou comme table à offrande voire comme « autel portatif de sacrifice ». Le trépied peut aussi servir de simple objet de toilette. Il a pu également servir de récompense dans l'Antiquité grecque pour les vainqueurs de divers types de compétitions, tant sportives que lors des fêtes religieuses comme les chorégies ou Thargélies.
Le trépied a pu avoir chez les Étrusques un usage de table à libations ou funéraire. Certains objets ont pu servir de réchauds, voire être seulement décoratifs. À Rome, les trépieds ont pu posséder une cuve ou une tablette. Lorsqu'ils sont pliants, les trépieds ont appartenu selon Charles Victor Daremberg et Edmond Saglio à un type muni de tablette. Ils sont aussi à l'époque « l'emblème du quindecemvirat », utilisé pour les rites cultuels publics ou privés, pour les sacrifices ou les libations. Le trépied est un ustensile nécessaire aux sacrifices, avec la patère ou le simpulum. Ils servent également lors des rituels magiques ou lors des cultes funéraires.

### Témoignage ténu de la présence d'une communauté prospère
L'objet est « d'excellente facture » et par sa qualité, le trépied de Giberville laisse envisager l'appartenance à une communauté relativement prospère et à un public à l'aise financièrement, et non uniquement des cultivateurs ou des éleveurs. Les habitants devaient jouir d'un « confort certain ».
Malheureusement, le vicus n'est pas connu si ce n'est le bâtiment repéré au XIXe siècle. Les archéologues ont pu conjecturer sur l'orientation de chemins menant à la confluence de l'Orne et de la Gronde. Le secteur de l'Orne a pu être pendant l'Antiquité un centre dédié aux échanges, comme pourraient en témoigner les découvertes anciennes de bateaux romains aux XVIIIe et XIXe siècles. Ces navires peuvent contenir des éléments artisanaux dont certains liés à l'industrie de la tannerie.

#### Ouvrages généraux
- Arcisse de Caumont, Statistique monumentale du Calvados, t. II, 1850 (lire en ligne). .
- Charles-Victor Daremberg et Edmond Saglio, Dictionnaire des Antiquités grecques et romaines, 1877-1919 (lire en ligne). .
- Florence Delacampagne, Carte archéologique de la Gaule, 14. Le Calvados, Paris, Éd. de la Maison des sciences de l'homme, 1990, 166 p. (ISBN 2-87754-011-1). .
- Élisabeth Deniaux, « La conquête et l’intégration à l’Empire romain », dans La Normandie avant les Normands, Rennes, Ouest-France, 2002. .
- Gaël Léon, « Les agglomérations de bord de voie sur l’itinéraire Valognes - Bayeux - Lisieux », Annales de Normandie, no 2,‎ 2022, p. 179-204 (lire en ligne, consulté le 30 décembre 2023). .
- Charles Gervais, Musée de la société des antiquaires de Normandie : catalogue et description des objets d'art de l'antiquité, du Moyen Âge, de la Renaissance et des temps modernes exposés au musée, 1864 (lire en ligne). .
- Claude Groud-Cordray, La Normandie gallo-romaine, Cully, OREP, 2007, 31 p. (ISBN 978-2-915762-18-1).
- Jean-Yves Marin, « Les collections de la Société des Antiquaires de Normandie au Musée de Normandie de Caen », Revue archéologique de l'Ouest, nos 4-4,‎ 1987, p. 153-155 (lire en ligne, consulté le 25 mars 2020). .
- Lucien Musset, « Historique sommaire du Musée des antiquaires (1824-1963) », B.S.A.N., t. 57 (1963-1965),‎ 1965 (lire en ligne). .
- Christian Pilet et Jacqueline Pilet-Lemière, « Calvados. — Giberville », Archéologie médiévale, no 6,‎ 1976, p. 371-373 (lire en ligne). .
- Christian Pilet, Armelle Alduc-Le Bagousse, Joël Blondiaux, Luc Buchet, Gilles Grévin et Jacqueline Pilet-Lemière, « Les nécropoles de Giberville (Calvados) fin du Ve siècle - fin du VIIe siècle ap. J.C », Archéologie médiévale, no 20,‎ 1990, p. 3-140 (lire en ligne, consulté le 24 mars 2020). .

#### Ouvrages ou travaux sur la commune ou l’œuvre
- Vincent Carpentier et Laurent Desprez, « Giberville – La Delle de Derrière l’Église », ADLFI. Archéologie de la France,‎ 2007 (lire en ligne, consulté le 25 mars 2020).
- Gervais de La Rue, « Note sur des objets antiques découverts dans la commune de Giberville près Caen », Mémoires de la Société des Antiquaires de Normandie, t. VI,‎ 1833, p. 362-365 (lire en ligne, consulté le 3 décembre 2023).
- Jean-Yves Marin, Musée de Normandie Caen : guide, Genève et Milan, Skira et Seuil, 2001, 126 p. (ISBN 88-8118-913-5, OCLC 491340818).